# Morris (Alabama)
Pour les articles homonymes, voir Morris.
Morris est une municipalité américaine située dans le comté de Jefferson en Alabama. Selon le recensement de 2010, sa population est de 1 859 habitants.

## Géographie
Morris se trouve à environ 25 km au nord de Birmingham, la plus grande ville d'Alabama. Elle est desservie par l'U.S. Route 31, qui traverse la municipalité, et l'Interstate 65, qui passe immédiatement à l'ouest de la ville.
Selon le Bureau du recensement des États-Unis, la municipalité de Morris s'étend sur 3,04 milles carrés (7,87 km2).

## Histoire
La ville est fondée dans les années 1870 ou 1880, grâce à la découverte de charbon dans la région et à l'arrivée du North and South Railway. Elle doit son nom à un ingénieur du Louisville and Nashville Railroad ou à la Morris Mining Company.
Morris devient une municipalité en 1885. Après avoir perdu ce statut, elle redevient une municipalité en 1950.

## Démographie
| 1890 | 1900 | 1910 | 1960 | 1970 | 1980 |
| ---- | ---- | ---- | ---- | ---- | ---- |
| 156  | 167  | 299  | 638  | 519  | 623  |

| 1990  | 2000  | 2010  | - | - | - |
| ----- | ----- | ----- | - | - | - |
| 1 136 | 1 827 | 1 859 | - | - | - |